# Ayako Moriya
Ayako Moriya (守谷 絢子 Moriya Ayako?), tidigare Prinsessan Ayako av Takamado, född 15 september 1990 i Tokyo, är en före detta japansk prinsessa, som är dotter till prinsessan Hisako, Prinsessan Takamado och Norihito, Prins Takamado. Hon är yngst av parets tre döttrar. Den 29 oktober 2018 gifte hon sig med den ofrälse Kei Moriya och var då tvungen att avsäga sig titeln som prinsessa. Parets första barn, en son, föddes i november 2019. Varken Ayako eller sonen ingår i den japanska tronföljen, som för närvarande bara erkänner manliga arvingar på svärdssidan.